# Schronisko PTTK „Odrodzenie” na Przełęczy Karkonoskiej

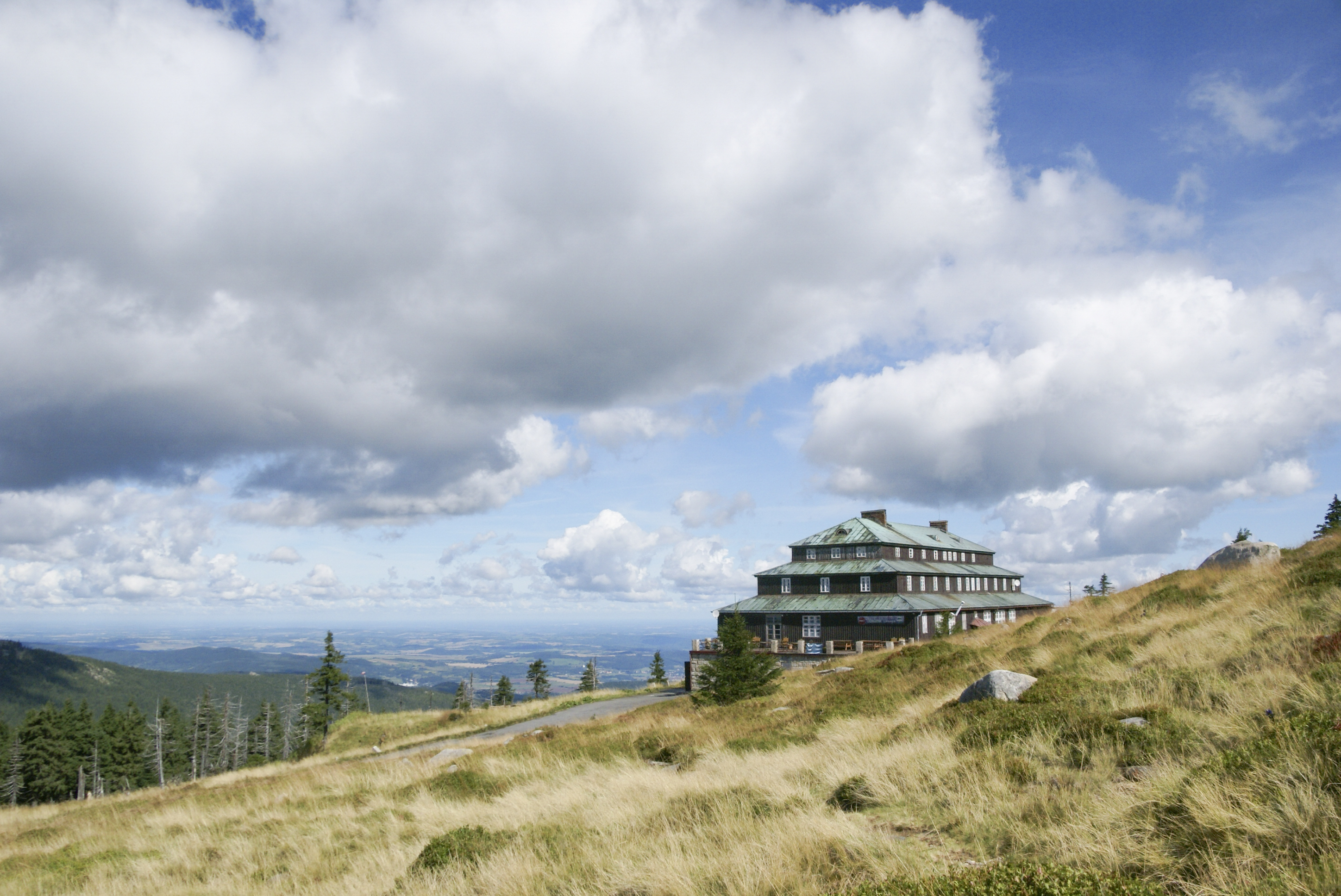
Schronisko „Odrodzenie” od południa

Schronisko PTTK „Odrodzenie” (niem. Jugendkammhaus „Rübezahl”) – górskie schronisko turystyczne Polskiego Towarzystwa Turystyczno-Krajoznawczego położone w Karokonoszach, w pobliżu Przełęczy Karkonoskiej poniżej Małego Szyszaka. Sąsiaduje z czeskim hotelem Špindlerova bouda.

## Historia
Projekt schroniska wyłoniono w wyniku konkursu architektonicznego. Zwyciężył projekt Herberta Erasa z Wrocławia, architekta zrzeszonego w Bund Deutscher Architekten. Budynek został wzniesiony w 1928 jako schronisko dla młodzieży pod nazwą „Rübezahl”.
W 1933 schronisko zostało przejęte przez młodzieżową organizację nazistowską Hitlerjugend. Według prof. Jacka Suchodolskiego pod jej zarządem nazwa obiektu została zmieniona na „Adolf-Baude”, jednak według mapy z lat 30. i innych źródeł nazwę „Adolf-Baude” miał obiekt po czeskiej stronie (obecnie wojskowy ośrodek wypoczynkowy Malý Šišak). W czasie II wojny światowej obiekt był domem wypoczynkowym dla niemieckich oficerów.
Po wojnie mieścił placówkę Wojsk Ochrony Pogranicza. W 1947 przejęło je Polskie Towarzystwo Tatrzańskie i w 1949 uruchomiło dla turystów. Od 1950 w gestii Polskiego Towarzystwa Turystyczno-Krajoznawczego. W latach 60. schronisko przeszło kapitalny remont i oferowało 139 miejsc noclegowych. Pod koniec lat 70. mogły w nim nocować 84 osoby.
Na przełomie XX i XXI wieku schronisko cieszyło się opinią obiektu zaniedbanego. W 2009 doszło do zmiany dzierżawców oraz rozpoczęto remont budynku. Obecnym dzierżawcą jest Piotr Kaczmarek.

## Opis
Obiekt ma zwartą bryłę i dach w formie schodkowo-piramidalnej. Zbudowany jest z klasycznej cegły ceramicznej. Parter w całości licowany granitem; elewacja wyższych kondygnacji pokryta deskami. Według niemieckich planów obiektu, na parterze mieściła się m.in. sień, hol, biuro, pomieszczenia gospodarcze i dla personelu. Na pierwszym piętrze zlokalizowano restaurację, kuchnię i dwa pokoje 12-osobowe – łącznie dla 24 osób. Na tej kondygnacji od strony zachodniej i południowej znajdowały się zewnętrzne tarasy. Na drugim piętrze znajdowało się szesnaście pokoi (1-, 2-, 4-, 8- i 10-osobowych) – łącznie dla 97 osób. Na trzecim piętrze znajdowała się duża sala noclegowa dla 48 osób oraz osiem pokoi (2-, 4-, 8-osobowych) – łącznie dla 84 osób. Na drugim i trzecim piętrze znajdowały się ponadto po dwie łazienki. Inny układ pomieszczeń opisuje prof. Jacek Suchodolski. Według tego autora, w momencie oddania schroniska do użytku na parterze mieściła się sień, sale jadalne, kuchnia, pomieszczenia gospodarcze i dla personelu. Na pierwszym piętrze zlokalizowano sale zbiorowe, pokoje kilkuosobowe, łazienki i tarasy widokowe. Na drugim piętrze kolejne pomieszczenia sypialne, podobnie jak na trzecim.

## Szlaki turystyczne
Budynek znajduje się na trasie Głównego Szlaku Sudeckiego , będącego w tym miejscu również Drogą Przyjaźni Polsko-Czeskiej, prowadzącego granią Karkonoszy od Przełęczy Okraj do Hali Szrenickiej. Do schroniska można również dostać się pieszo od strony Špindlerovej boudy, dokąd można dojechać samochodem od miejscowości Špindlerův Mlýn, lub od strony polskiej, zamkniętą dla ruchu samochodowego drogą asfaltową z Przesieki lub Borowiec.

## Obiekt w popkulturze
W schronisku rozgrywa się akcja powieści kryminalnej Schronisko, które przetrwało Sławka Gortycha.